# Оттон (герцог Австрії)
Оттон Веселий (нім. Otto der Fröhliche; 23 липня 1301 — 26 лютого 1339) — герцог Австрії та Штирії з 1 травня 1330 (спільно з братами), а також герцог Каринтії (під ім'ям Оттона IV) (з 1335 року) з династії Габсбургів.

## Коротка біографія
Оттон народився 23 липня 1301 року у Відні. Він був молодшим сином німецького короля і австрійського герцога Альбрехта I та Єлизавети Горицької, дочки Мейнхарда II, герцога Каринтії та графа Тіролю. Після смерті батька у 1308 році на престол Австрії здійнялись старші брати Оттона Фрідріх I та Леопольд I. Коли Оттон досягнув повноліття він також висунув претензії на долю у австрійській спадщині. Підбуривши заколот проти Фрідріха I 1328 року, Оттон домігся передачі йому Хайнбурга в Нижній Австрії й права брати участь у розподілі прибутків з володінь Габсбургів. Зі смертю Фрідріха I у 1330 році Оттона було визнано герцогом Австрії та Штирії, який розділив престол зі своїм братом Альбрехтом II.
1335 року помер останній представник Горицько-Тірольської династії чоловічої статі герцог Генріх VI. Відповідно до угоди 1282 року Каринтія перейшла у володіння Габсбургів. Це підтвердив імператор Людвіг IV, що віддав Оттону Каринтію та Південний Тіроль як імперські лени 2 травня 1335 року. Хоча Тіроль Оттону утримати не вдалось (там закріпилась дочка Генріха VI Маргарита Маульташ), він коронувався герцогом Каринтії згідно зі старовинним словенським обрядом на Госпосвітському полі. У подальшому Оттон більше уваги приділяв саме Каринтії, лишивши управління власне австрійськими землями своєму брату Альбрехту II.
Оттон багато займався заохоченням релігійного життя. Він заснував монастир Нойберг-ан-дер-Мюрц у Штирії, збудував церкву Святого Георга у Відні. 1337 року Оттон започаткував лицарський орден Societas Templois для організації хрестових походів до язичницьких Пруссії та Литви. Своє прізвисько «Веселий» він отримав через численні свята й веселощі, що організовувались його двором.
Герцог помер 17 лютого 1339 року у заснованому ним Нойберзі.

## Шлюб та діти
(1325) Єлизавета Баварська (1306—1330), дочка Стефана I, герцога Нижньої Баварії:
- Фрідріх II (1327—1344) (не правив)

- Леопольд II (1328—1344) (не правив)

(1335) Анна Люксембурзька (1323—1338), дочка Яна Люксембурзького, короля Чехії